# Pieter van Os

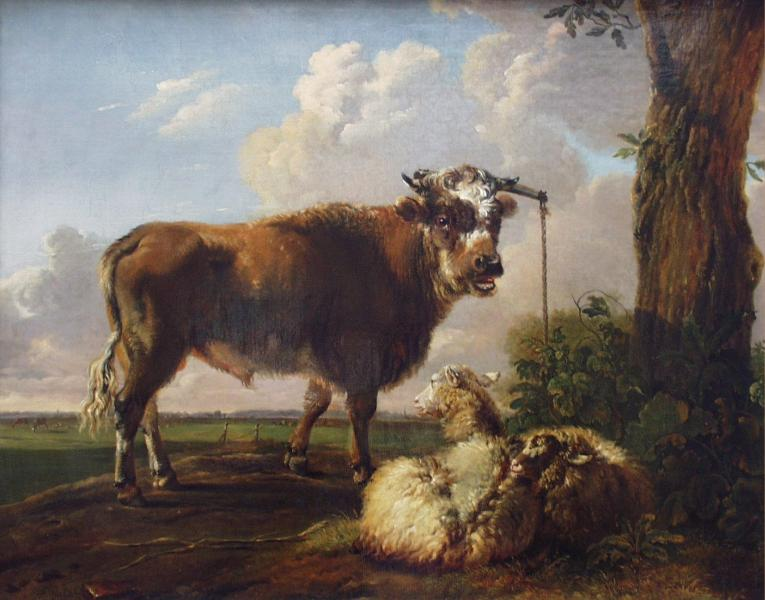
Byk i owce, 1806

Pieter Gerardus van Os (ur. 8 października 1776 w Hadze, zm. 28 marca 1839 tamże) – malarz holenderski, członek znanej rodziny artystycznej, syn Jana i brat Georgiusa van Os.
Urodził się w Hadze, początkowo uczył się w warsztacie ojca, później studiował w haskiej Tekenakademie. Po zakończeniu nauki przeniósł się do Amsterdamu, gdzie utrzymywał się wykonując miniatury portretowe i udzielając lekcji rysunku. Ok. 1805 zainteresował się pejzażem, malował wiejskie krajobrazy z udziałem zwierząt, najczęściej krów i koni pod wyraźnym wpływem Paulusa Pottera. Próbował też malować sceny o tematyce wojskowej.
W 1808 Pieter Gerardus van Os otrzymał nagrodę ufundowaną przez Ludwika Bonaparte za najlepszy krajobraz na pierwszej publicznej wystawie holenderskiej sztuki współczesnej w Amsterdamie. Jego obrazy kupował m.in. car Aleksander I Romanow.
Syn artysty, Pieter Frederik van Os (1808-1892) także był malarzem.